# Christian Meier (Künstler)

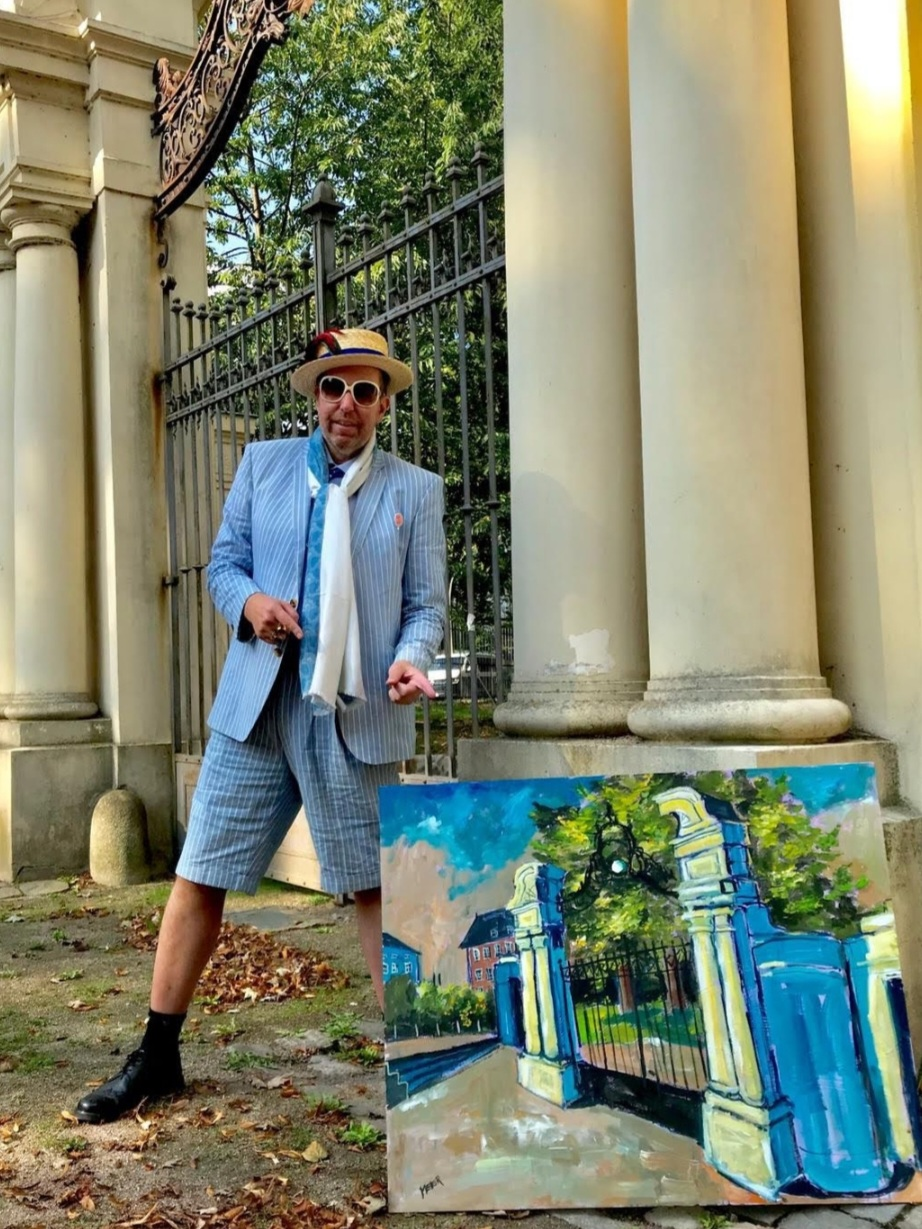
Christian Meier (2008)

Christian Meier a.k.a. Christiano di Piccenini (geboren am 25. Juni 1968 in Hamburg, Deutschland; gestorben am 9. September 2020 ebenda) war ein deutscher Maler, Illustrator und Skulpteur. Sein reichhaltiges Werk enthält vorrangig Gemälde, Aquarelle und Treibholz-Skulpturen und zeichnet sich durch eine Vielfalt künstlerischer Ausdrucksformen und Techniken aus.

## Leben

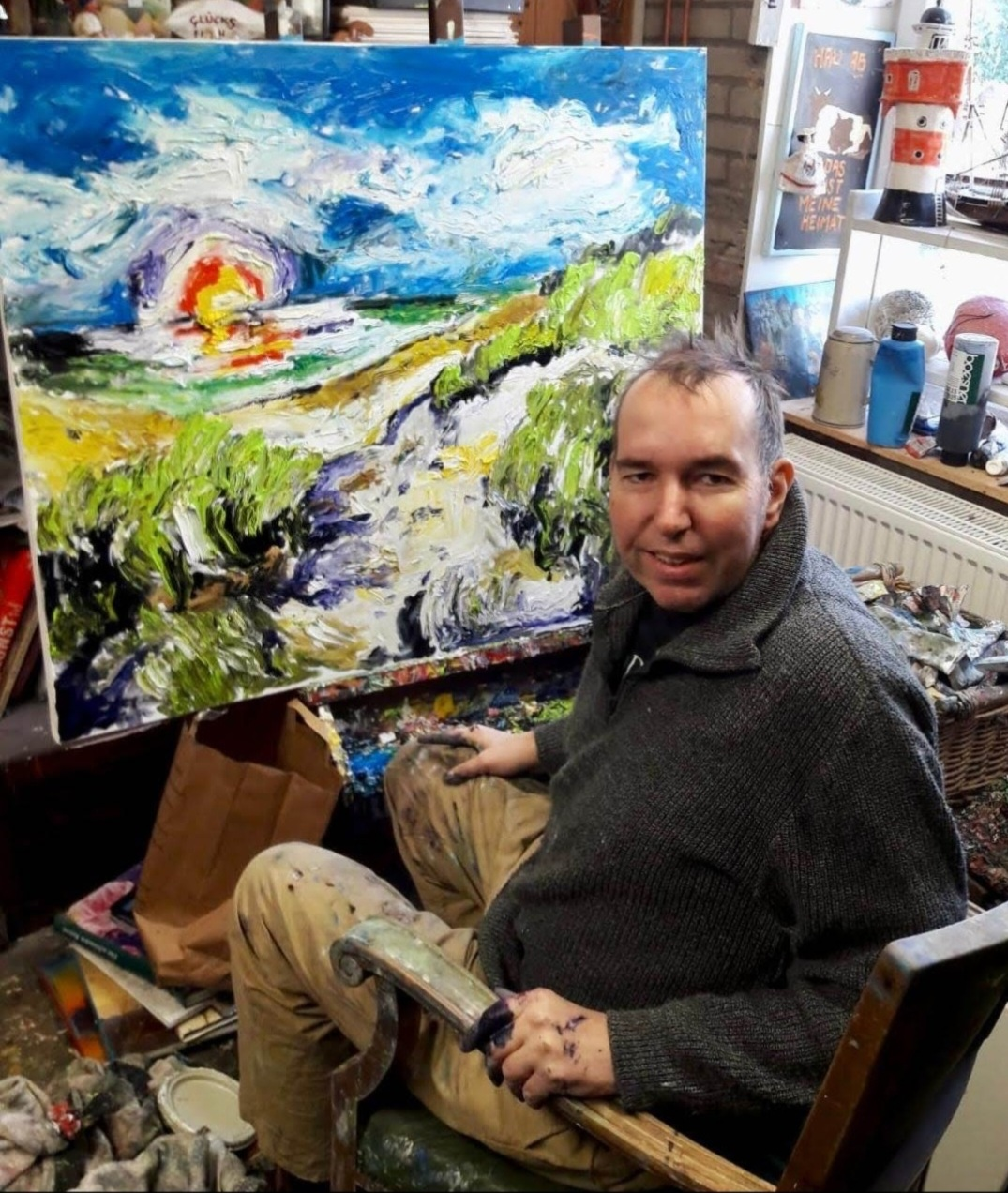
Christian Meier (2020)

Christian Meier wuchs als einziger Sohn der Eheleute Dirk und Sylvia Meier im Hamburger Stadtteil Finkenwerder auf, wo seine Großeltern einen Obsthof bewirtschafteten. Die erste Ausstellung seiner Werke hatte er auf dem Obststand seiner Großmutter auf dem dortigen Wochenmarkt. Nach dem Abitur begann er seine künstlerische Ausbildung und Tätigkeit. Nachdem 2004 bei ihm ein irreversibler Gehirntumor diagnostiziert wurde, erfüllte er sich einen Lebenstraum und schuf sich in Italien mit der „Casa Rosa“ in Colle San Bartolomeo nördlich von Imperia ein Kunst-Refugium.
2006 zog er gemeinsam mit seinem Lebenspartner, dem Tanzlehrer und Galeristen Thilo Piccenini, auf den Obsthof seiner Vorfahren in Finkenwerder. 2007 heiratete das Paar. Zusammen gestalteten sie die verschiedenen Gebäude zu einem Wohnhaus, einem Atelier und einer Tanzschule. Der große Garten wurde nach künstlerischen Gesichtspunkten hergerichtet. Mit einem Café, der „Haifischbar“, Kunstveranstaltungen, Lesungen, musikalischen Darbietungen und Ausstellungen machten sie den ehemaligen Obsthof zu einem kulturellen Treffpunkt.
Über sein künstlerisches Talent hinaus zeigte Christian Meier auch einen Hang zu spiritueller Betätigung. Er erstellte Horoskope, unter anderem für die Zeitschrift TV Spielfilm, und las die Zukunft aus dem Legen von Karten. Das Datum seiner Hochzeit mit Thilo Piccenini verlegte er nach dem Deuten von Sternbildern von Samstag, den 14. Juli auf Freitag, den 13. Juli 2007 um einen Tag.
Auch sich selbst inszenierte Meier gern als Kunstwerk. Er kleidete sich extravagant, veröffentlichte auf YouTube Playback-Videos und flanierte in einem Morgenmantel des Designers Herr von Eden mit einer goldenen Gans auf dem Arm durch Ascona in der Schweiz.
Am 9. September 2020 verstarb Christian Meier an den Folgen seiner Krankheit in Hamburg.

## Ausbildung und künstlerische Tätigkeit
Von 1987 bis 1990 studierte Christian Meier an der Kunstschule Blankenese bei Martin Conrad, 1991 an der Free International University Hamburg nach Joseph Beuys. Von 1991 bis 1995 folgte ein Studium der Psychologie an der Universität Hamburg und der Ernst-Moritz-Arndt-Universität in Greifswald. 1995 begann Meier ein Studium der Kunsttherapie, Kunstpädagogik und Kunstgeschichtspädagogik an der Hochschule für angewandte Kunst in Ottersberg und schloss dieses 1999 ab.
Bereits während des Studiums leitete Meier ab 1995 im Rahmen des Daimler Chrysler Bildungsprogramms Zeichen- und Malkurse in Hamburg und in Italien in Colle San Bartolomeo. Von 1997 bis 1998 übernahm er die künstlerische Leitung der Galerie Augen Art in Hamburg-Blankenese, von 1999 bis 2004 leitete er eine Fotoredaktion der Verlagsgruppe Milchstraße in Hamburg.
Ab 2010 war Christian Meier mehrmals Jury-Mitglied für den renommierten Kunstpreis Finkenwerder. Zu den Nominierten zählten unter anderem Daniel Richter (2009), Thorsten Brinkmann (2011) oder Ulla von Brandenburg (2013).
Auch ein 2004 diagnostizierter irreversibler Gehirntumor konnte den Schaffensdrang von Christian Meier über viele Jahre hinweg bis unmittelbar zu seinem Tod nicht bremsen.
Meiers bildnerische Arbeiten, gefertigt auf Leinwand oder Holz, umfassen neben Porträts vor allem Landschaftsgemälde, wobei der Künstler Motive aus seiner Heimatstadt Hamburg sowie norddeutsche Landstriche, Szenarien und Panoramen bevorzugte. Eine besondere Rolle spielten dabei Landschaften am Wasser. Inspiration lieferten ihm sowohl innerstädtische Gewässer und Flüsse als auch das offene Meer. Neben Ölgemälden hinterlässt er zahlreiche Aquarelle in verschiedenen Größen. Hier verwendete er gern Motive aus dem Hamburger Hafen, von der Insel Sylt, aus Norddeutschland und auch aus Italien.

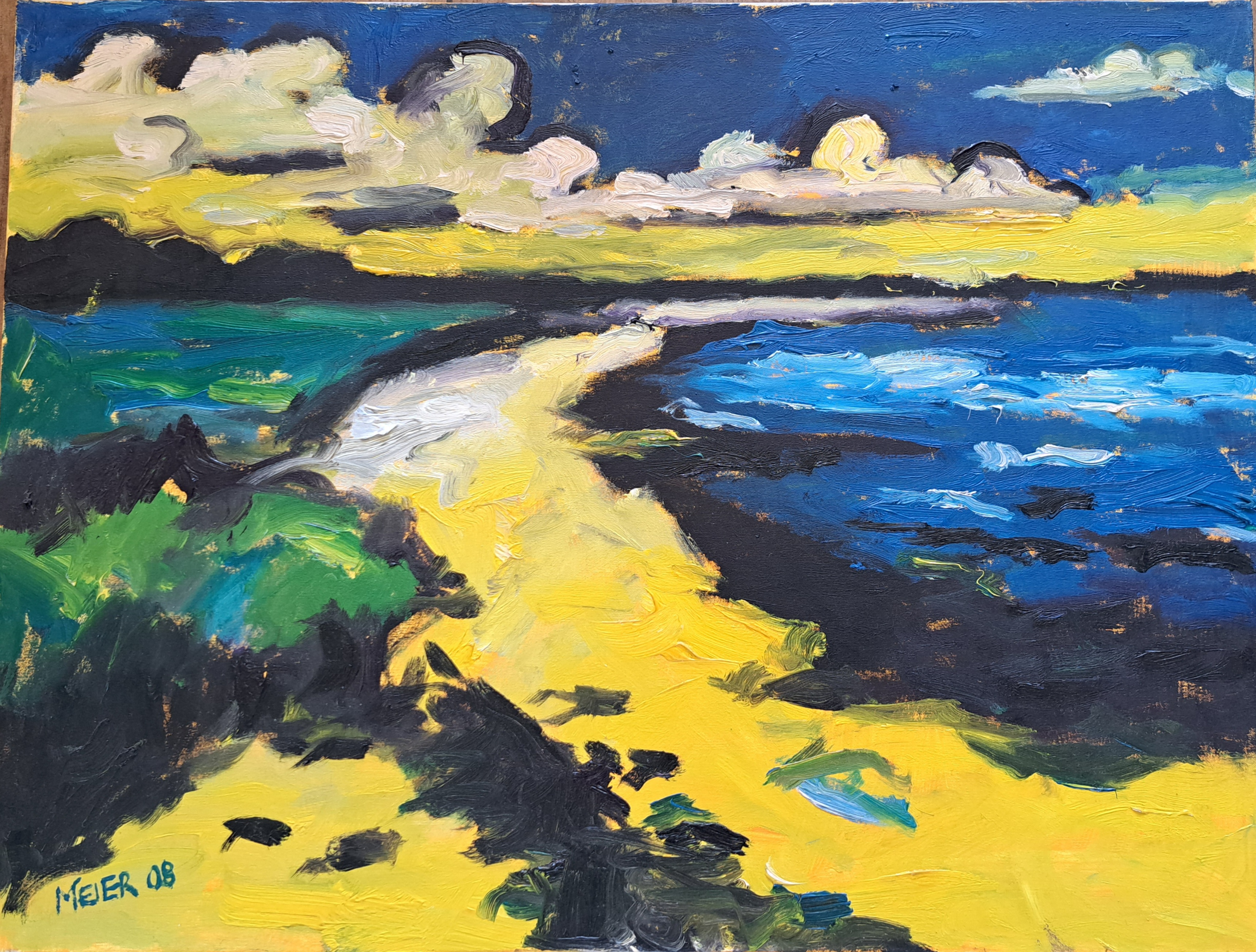
Landschaften der Insel Sylt finden sich in vielen Gemälden von Christian Meier

Menschen finden sich in diesen Darstellungen allenfalls als undeutliche Gestalten am Horizont, und die Szenerien sind weniger naturalistische Abbildungen als vielmehr Allegorien auf das Leben mit seinen unterschiedlichen Stimmungen. Beglückende wie auch bedrückende Erfahrungen schlagen sich nieder in hellen, lichtdurchfluteten Wegen neben schattigem Gebüsch, klares Licht wechselt sich ab mit feurigen Sonnenuntergängen oder drohendem Gewitterhimmel.
Für die Ölgemälde favorisierte Meier die Arbeit mit wasserlöslichen Ölfarben, die er mit Pinsel, Spachtel oder den Fingern auftrug. Im letzten Jahr seines Schaffens war er von seiner schweren Krankheit bereits so gezeichnet, dass er den Pinsel bereits nicht mehr ruhig halten konnte und nur noch mit den Händen malte.
Über die genannten Themen hinaus schuf Christian Meier sogenannte Jenseitskontakte: menschliche Darstellungen zu Themen wie Erotik oder Melancholie, zumeist in Federtechnik gefertigt.
Arbeiten aus Holztreibgut, Holzkästen oder alten Obstkisten zeigen oftmals skurrile Szenen, die einen zutiefst sarkastisch-ironischen Blick auf die Welt eröffnen – ebenso wie die drastisch anmutenden Ölportraits von vermenschlichten Tierkarikaturen, die mit spöttischen Texten versehen Spiegelbilder zweifelhafter Charaktere wiedergeben.
Seinen Sinn für beißenden Humor offenbarte Meier auch in Daily Paintings, in denen er, zumeist im Format DIN-A4, Geschehnisse aus seinem Alltag mit Kugelschreiber, Kohle, Filzstiften, Tusche oder Wachsmalstiften verarbeitete. Inspirieren ließ er sich dazu von Menschen in seiner Umgebung, Szenetypen oder Bekanntschaften, aber auch von Radio, Theater, Oper und Politik.

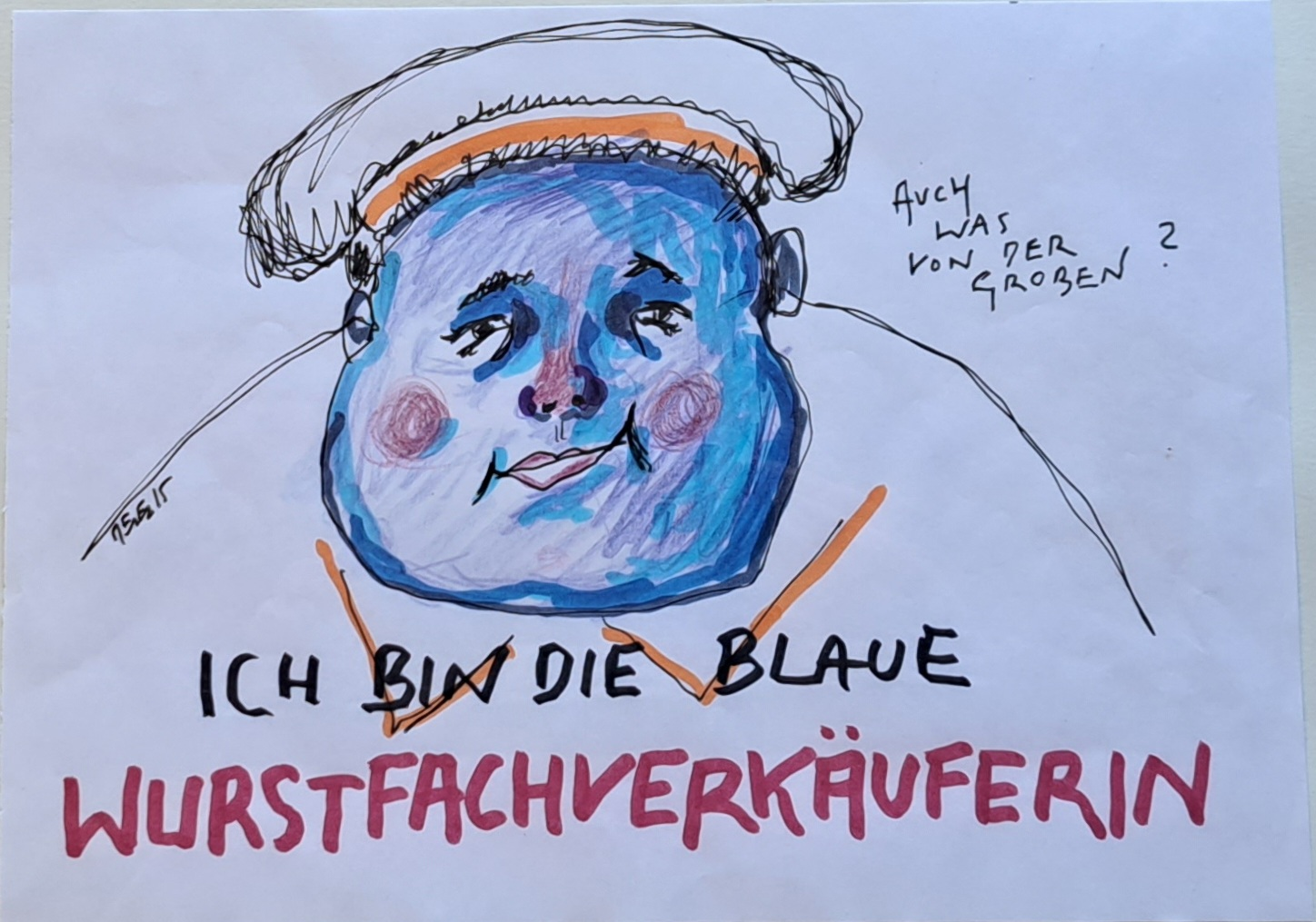
In Daily Paintings verarbeitete Christian Meier alltägliche Eindrücke humorvoll und karikaturistisch

Signiert hat Christian Meier seine Werke jeweils auf der Vorder- oder Rückseite, zunächst mit den Initialen „CM“, später mit „Meier“, seltener mit „Christiano“. Auch unsignierte Arbeiten finden sich in seinem Nachlass.
Bis zu seinem Tod 2020 lebte und arbeitete Meier auf dem ererbten Hof in Hamburg-Finkenwerder, auf dem er 2006 sein Atelierhaus und Kulturzentrum einrichtete. Hier befindet sich auch die von ihm gegründete Galerie Deichgraf, die bis heute seinen Nachlass beherbergt und ausstellt.

## Ausstellungen
Nach der ersten offiziellen Einzelausstellung in der Bücherhalle Finkenwerder 1994 gab es weitere Werkschauen in Hamburg in der Endo Klinik, auf dem Werksgelände von Airbus und in der Speicherstadt. Es folgten Ausstellungen in Peccia (Schweiz) und gemeinsam mit Jens Heller „Zauberhafte Heimat“ in Worpswede. Anschließend gab es weitere Einzelausstellungen, darunter „Kunst im Garten“ in Fischerhude und im Hotel Atlantic anlässlich der Buchveröffentlichung „Malerisches Hamburg“.
Von 2006 bis zu seinem Tod veranstaltete Meier in Zusammenarbeit mit Piccenini diverse Ausstellungen in ihren Gebäuden und Räumlichkeiten auf dem ehemaligen Obsthof in Hamburg-Finkenwerder, darunter „Kunst und Schollen“, „Deichpartie“ oder „Plein Air“.
Am 20. und 21. September 2014 zeigte das Parkhotel Eichenhof in Worpswede Werke von Meier in der Ausstellung „Kunst folgen“.
Die letzte Ausstellung zu Lebzeiten hatte Christian Meier im August und September 2019 im Rahmen der „Deichpartie Finkenwerder“.
Die Jolie Botique in Timmendorfer Strand hat dauerhaft Bilder von Meier ausgestellt. 2021 eröffnete Thilo Piccenini wieder die Galerie Deichgarf mit der Ausstellung „Molto elegante per Christiano Piccenini“. Auf dem ehemaligen Obsthof in Hamburg-Finkenwerder sind im reetgedeckten Wohnhaus, im Galeriehaus, in der „Haifischbar“ sowie in der Tanzschule Gemälde, Aquarelle, Holzskulpturen und Daily Paintings zu sehen, auch der Arbeitsplatz von Christian Meier ist original erhalten.
Weitere Werke befinden sich in privatem und öffentlichem Besitz, darunter bei Airbus, dem Luftfahrt-Bundesamt und der Deutschen Bahn.

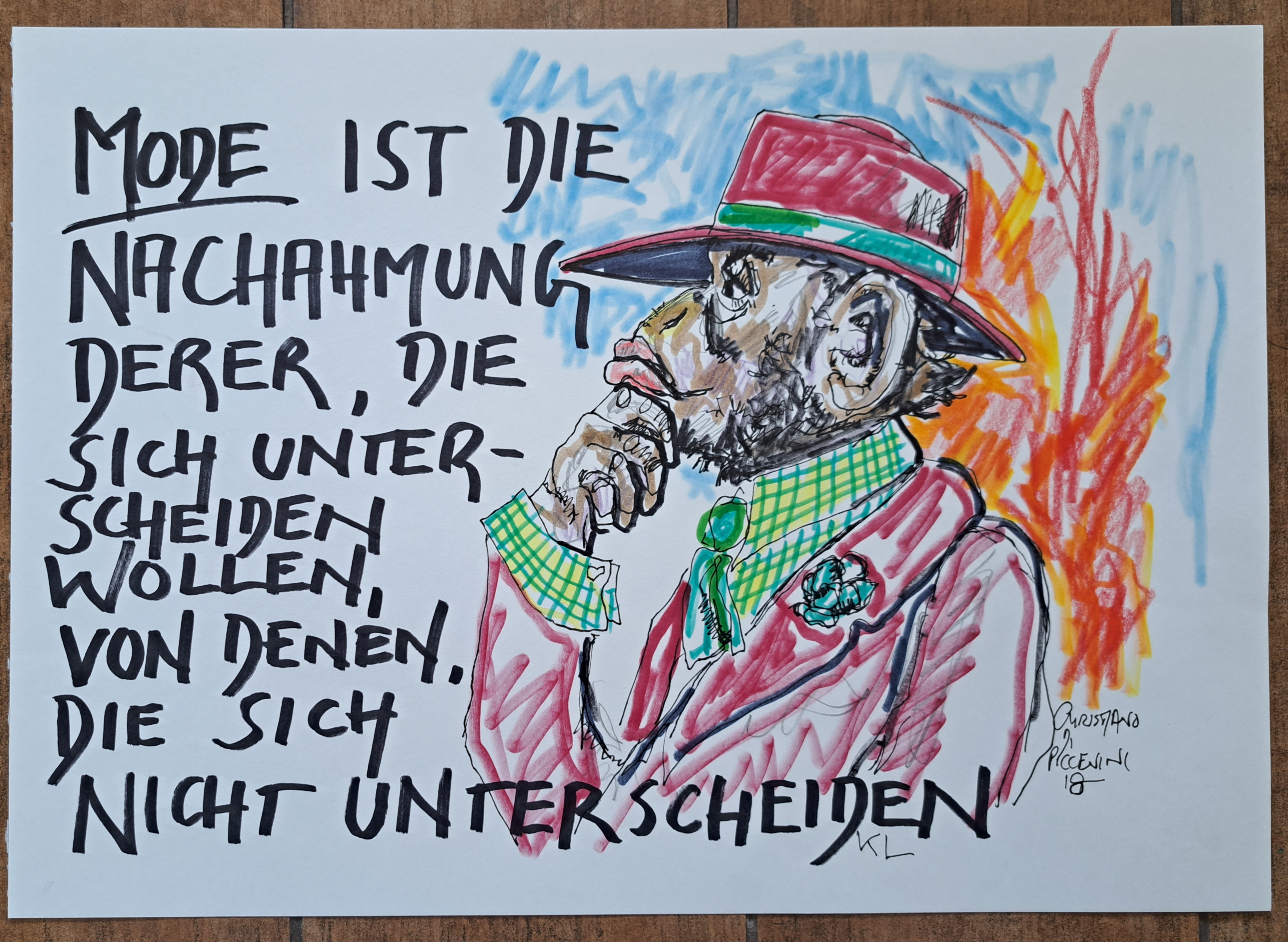
Mischtechnik, DIN A3, Daily Painting
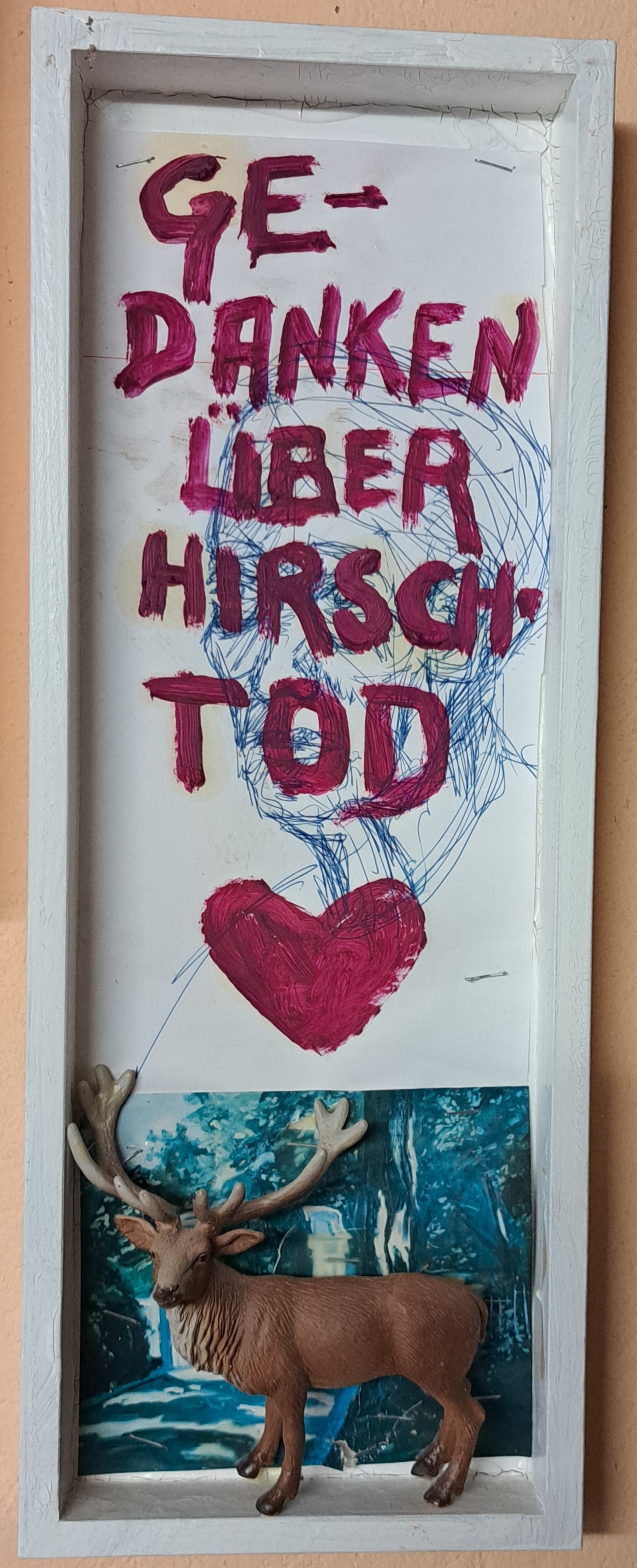
Text auf Holz
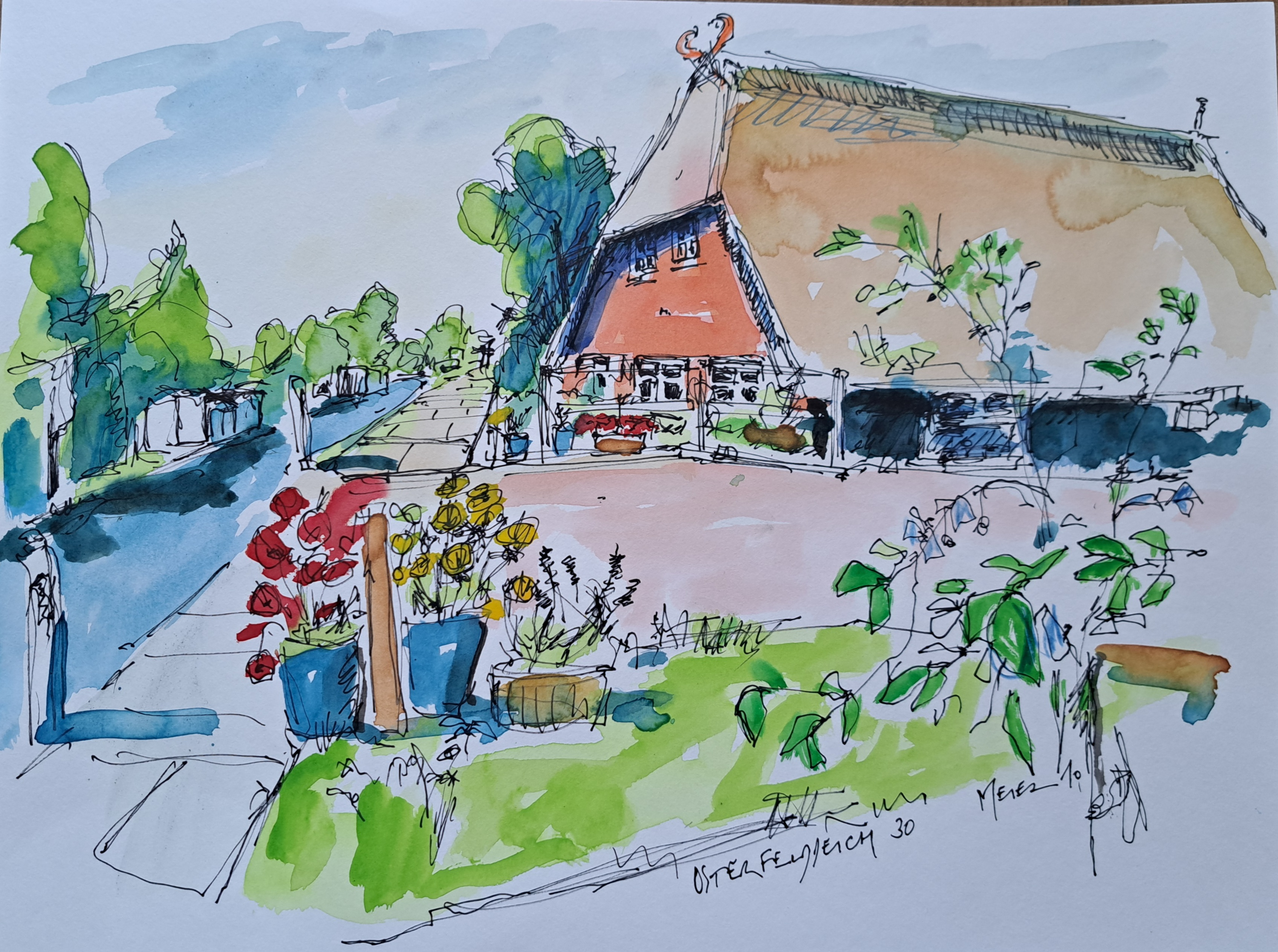
Aquarell, DIN A3, Wohnhaus in Hamburg-Finkenwerder
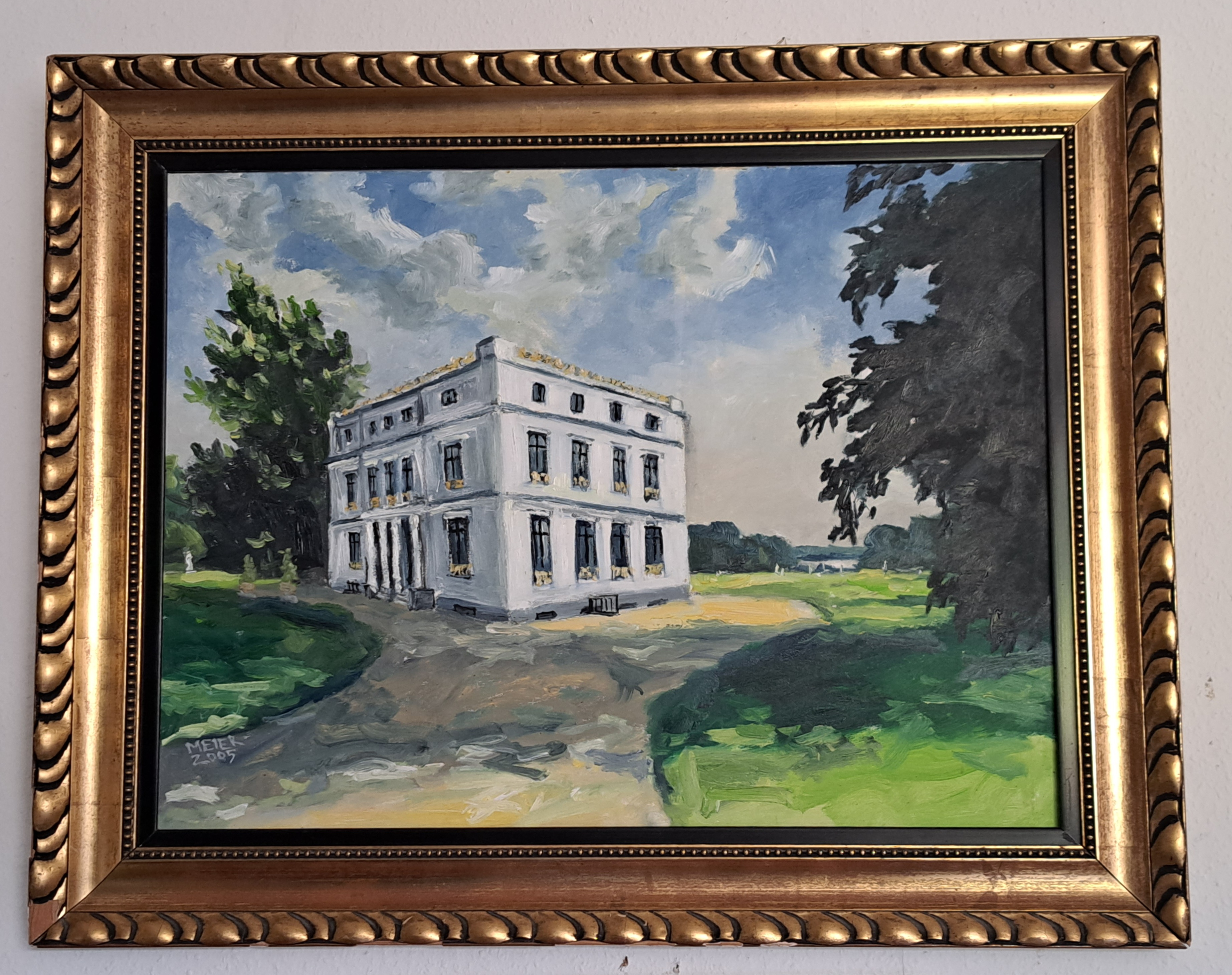
Öl auf Holz, 60 × 80 cm, Jenischhaus
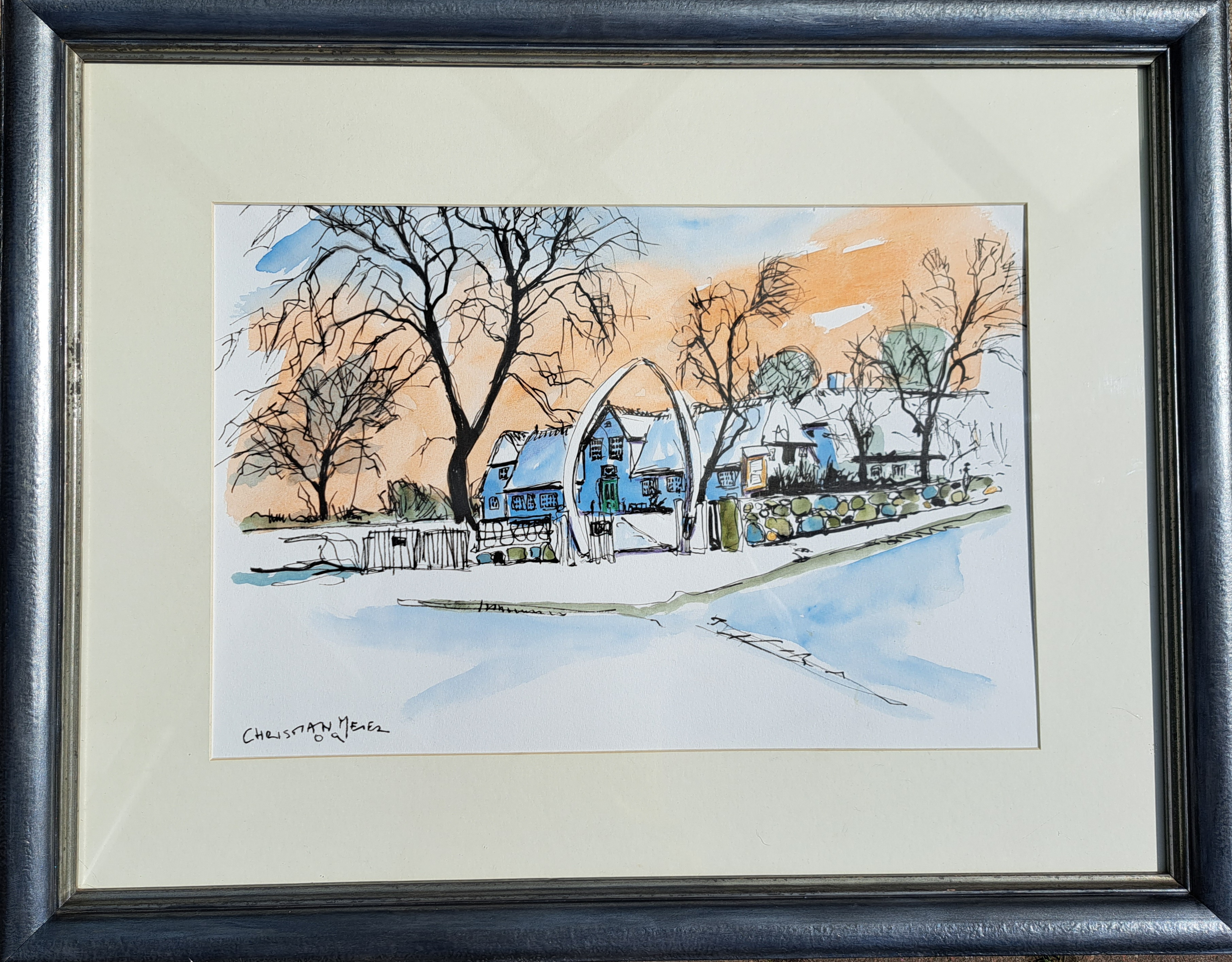
Aquarell, 32 × 48 cm, Keitum auf Sylt
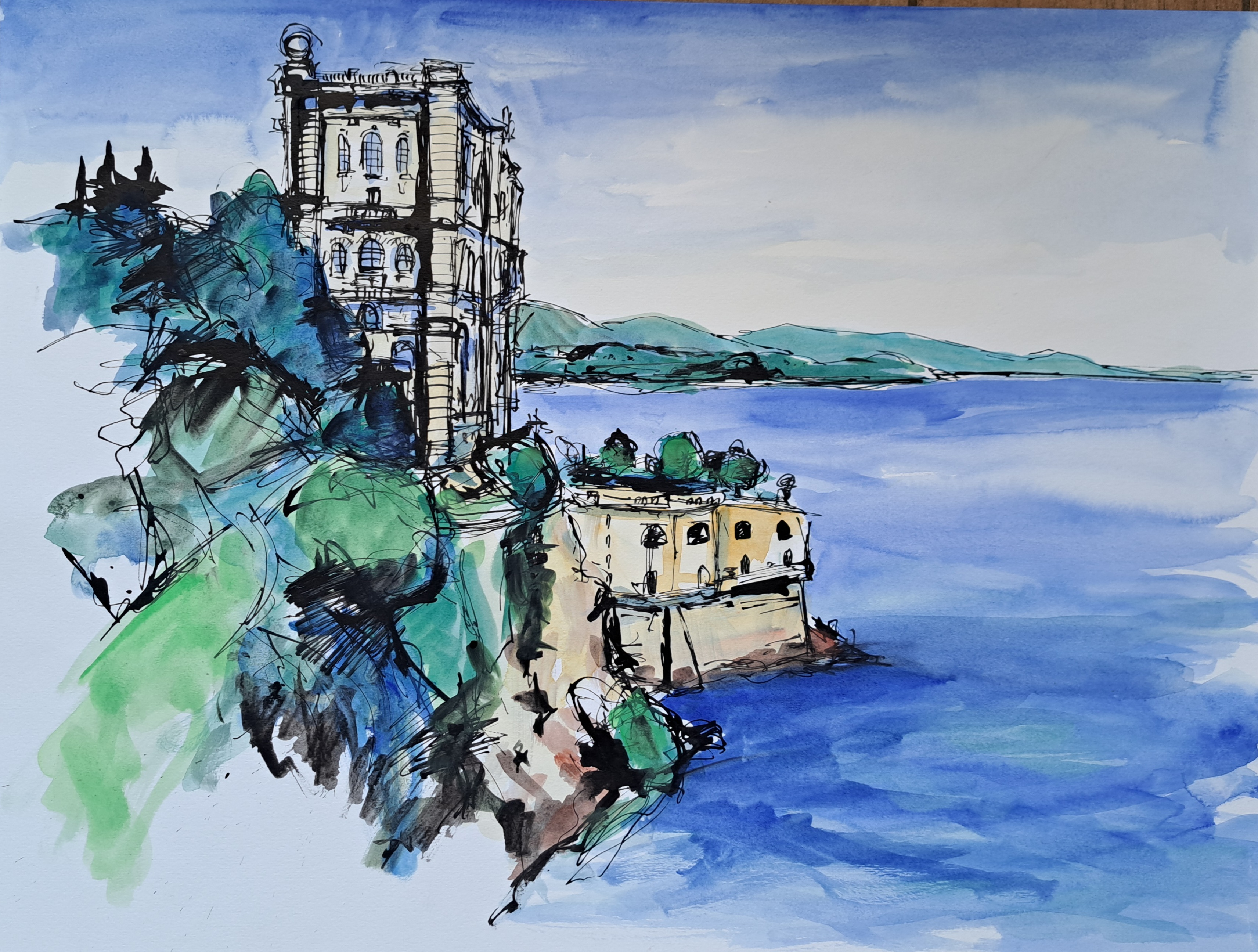
Aquarell, DIN A3, Lago Maggiore

## Illustrationen
- Christian Meier: Malerisches Hamburg. Heintze Verlag, 2005 ISBN 3-00-015286-5 (Vorwort von Dr. Hennig Voscherau)
- Christian Meier (Bilder) und Friederike von Bülow (Texte): Ich hab Sylt nie ganz vergessen. Medienkontor Mundt, 20212 ISBN 978-3-9523939-0-1 (Vorwort von Ole von Beust)
- Christian Meier und Harry Misho Teske: Zen Buddhismus Schritt für Schritt. Reclam Verlag, 2018 ISBN 978-3-15-011153-6
- Aufklebergestaltung für den Naturschutzverein Schlickfall, 1988
- Gestaltung der Postkarte für Weihnachts- und Jubiläumspost von EDAS Airbus, 1999, 2003, 2004
- Plakatgestaltung zur Finkenwerder Karkmess, 2003, 2007
- Postkartengestaltung mit Hamburg-Motiven für Schöning-Verlag, Lübeck
- Titelblatt-Illustrationen für „De Kössenbitter“, offizielles Mitteilungsblatt des Kulturkreises Finkenwerder, April 2005, August 2012, August 2015
- Jubiläums-Briefmarken-Motiv der Behrens-Werft, 2010
- Motiv-Entwurf für Wimpel und Plaketten zum Oldtimertreffen Finkenwerder, 2019
- Motiv-Entwurf für Plakat und Aufkleber „Finkenwarder seggt Moin“, 2019[17][18]